# Sowton
Sowton is een civil parish in het bestuurlijke gebied East Devon, in het Engelse graafschap Devon met 652 inwoners. Sowton komt in het Domesday Book (1086) voor als 'Clis'.